# Borovnice (Vysočina)
Borovnice (in tedesco Borownitz) è un comune ceco situato nel distretto di Žďár nad Sázavou, nella regione di Vysočina.